# Congressi vetero-cattolici internazionali
I Congressi vetero-cattolici internazionali sono libere riunioni di vetero-cattolici, che mira a rafforzare la cooperazione tra i vari membri dell'Unione di Utrecht. Il Congresso non può prendere decisioni vincolanti; il suo compito è quello di rafforzare i legami all'interno della comunione vetero-cattolica e di garantire che i contatti ecumenici. Il primo di questi congressi si tenne a Monaco di Baviera nel 1871. I Congressi si tengono ogni 4-5 anni.
Secondo lo statuto dei Congressi, a capo dell'Ufficio di presidenza dell'associazione è previsto un laico, i cui compiti includono la convocazione del Congresso, ogni quattro anni e la preparazione del loro programma. Sono membri ordinari con diritto di voto tutti i vetero-cattolici, e membri straordinari gli appartenenti ad altre Chiese cristiane.
Finora hanno avuto luogo 29 Congressi vetero-cattolici internazionali (preceduti da 9 congressi tedeschi), secondo questa successione:
- Congressi vetero-cattolici tedeschi
  - 1871 Monaco di Baviera
  - 1872 Colonia
  - 1873 Costanza
  - 1874 Friburgo in Brisgovia
  - 1876 Breslavia
  - 1877 Magonza
  - 1880 Baden-Baden
  - 1884 Krefeld
  - 1888 Heidelberg
- Congressi vetero-cattolici internazionali
  - 1890 Colonia
  - 1892 Lucerna
  - 1894 Rotterdam
  - 1897 Vienna
  - 1902 Bonn
  - 1904 Olten
  - 1907 L'Aia
  - 1909 Vienna
  - 1913 Colonia
  - 1925 Berna
  - 1928 Utrecht
  - 1931 Vienna
  - 1934 Costanza
  - 1938 Zurigo
  - 1948 Hilversum
  - 1953 Monaco di Baviera
  - 1957 Rheinfelden
  - 1961 Haarlem
  - 1965 Vienna
  - 1970 Bonn
  - 1974 Lucerna
  - 1978 Noordwijkerhout
  - 1982 Vienna
  - 1986 Münster
  - 1990 Ginevra
  - 1994 Delft
  - 1998 Castello di Seggau (presso Graz)
  - 2002 Praga (motto: "Verso il paese che io ti indicherò (Gn 12,1)[1]". Essere vetero-cattolici nel XXI secolo.)
  - 2006 Friburgo in Brisgovia

L'ultimo Congresso si è concluso l'11 agosto 2006 a Friburgo e vi hanno partecipato 400 persone provenienti da 24 paesi. La riunione si è svolta sotto lo slogan La speranza che vive dentro di noi. Vetero-cattolici e anglicani in Europa. Oltre al Congresso, dal 1950 si tengono ogni uno-due anni Incontri Internazionali teologici vetero-cattolici, il cui obiettivo è quello di contribuire ad un approfondimento della fede in un terreno comune di confronto con la moderna teologia.